# 寿スピリッツ

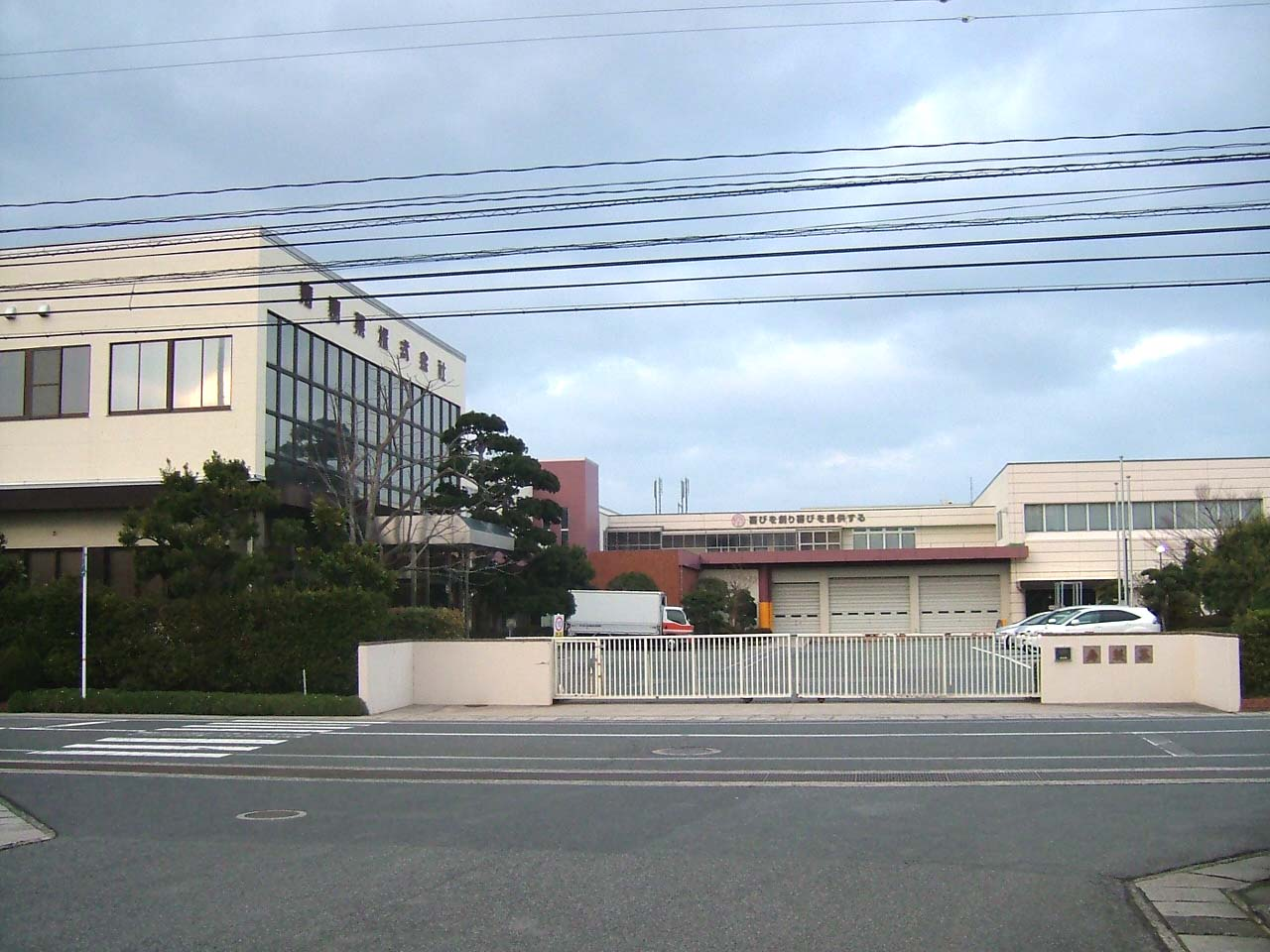
寿製菓本社工場

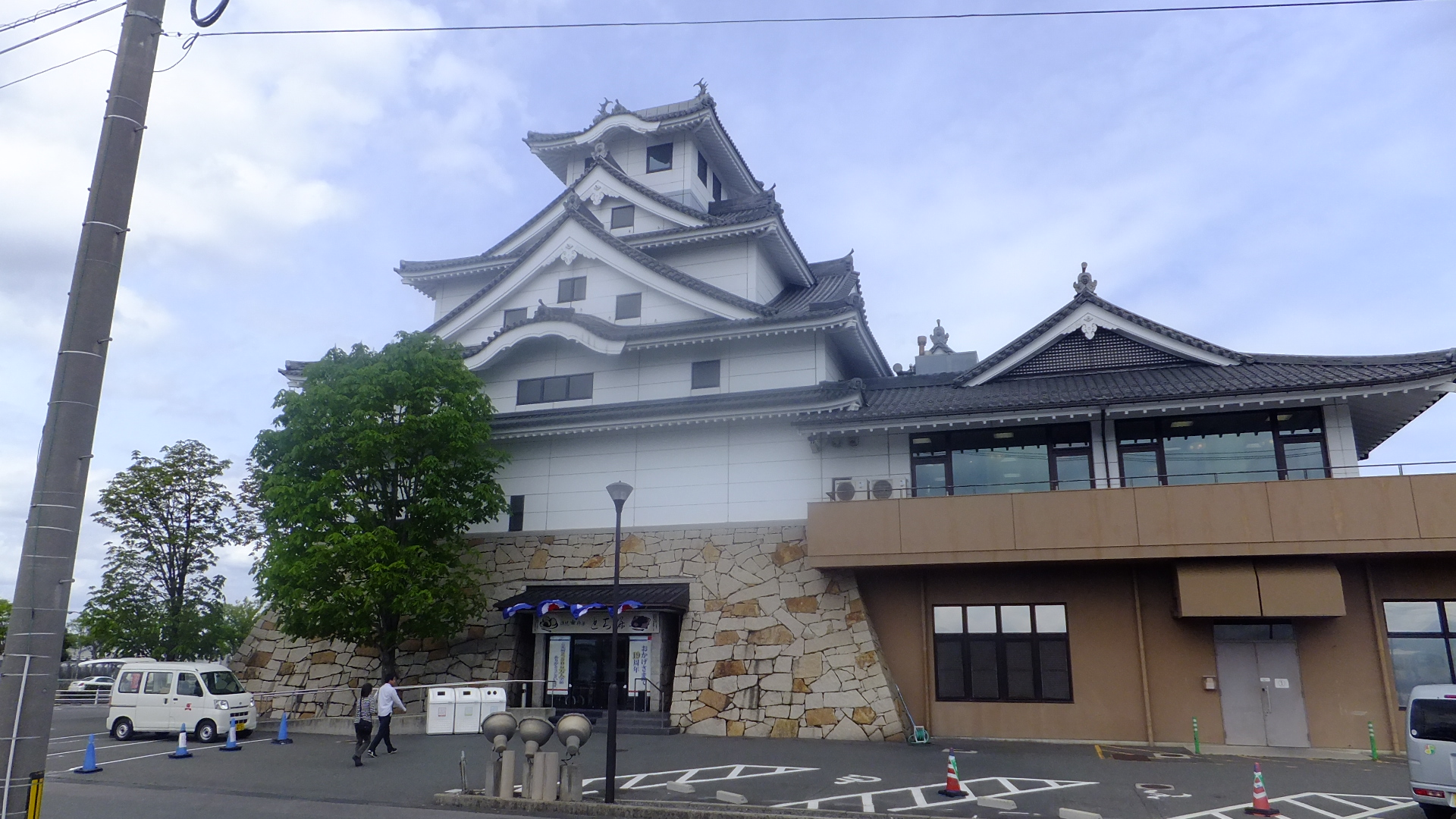
お菓子の壽城

寿スピリッツ株式会社（ことぶきスピリッツ、KOTOBUKI SPIRITS Co., LTD.）は、鳥取県米子市に本社を置く純粋持株会社。鳥取の名物土産「因幡の白うさぎ」を製造販売する寿製菓として創業した後、各地の土産菓子のOEM（相手先ブランドによる生産）を担い成長。1990年代に入ってからは北海道や東京で経営不振の菓子会社を傘下に収め、お土産店等の販路を中心に様々なブランドの商品を販売している。高収益性が評価されてか、菓子業界の上場企業としてはカルビーに次ぐ時価総額となっている。
広島県庄原市に本社を置き、もみじ饅頭などを製造する寿製菓株式会社とは全く関係がない。なお設立は広島の寿製菓の方が先。

## 沿革
- 1952年 - 株式会社寿製菓が創立。
- 1972年 - 株式会社コトブキ（現 株式会社北陸寿）を設立。
- 1987年 - 株式会社但馬寿を設立。
- 1994年 - ジャスダックに上場。
- 1996年 - 株式会社コトブキチョコレートカンパニー（現株式会社ケイシイシイ）を設立。
- 1998年 - 株式会社つきじちとせを設立。
- 1998年 - 北海道小樽市に株式会社ケイシイシイが『小樽洋菓子舗ルタオ』を設置。
- 2005年 - 営業譲受けにより株式会社九十九島エスケイファーム他3社より菓子の製造・販売事業を継承し、株式会社九十九島グループスタート。
- 2006年 - 純粋持株会社に移行し現社名に変更。製菓事業は子会社として設立された寿製菓株式会社が承継した。
- 2011年 - 株式会社シュクレイを設立。
- 2012年 - 株式会社つきじちとせが、株式会社シュクレイに事業の一部を譲渡し解散。
- 2013年 - 東京証券取引所第二部に上場。代表取締役社長 河越誠剛が保有株式の一部を同氏およびその親族が出資する資産管理会社のエスカワゴエ株式会社に売却し、エスカワゴエ株式会社が筆頭株主となる。
- 2014年 - 東京証券取引所第一部に指定替え。
- 2014年 - 純藍株式会社を設立。
- 2016年 - 株式会社フランセの全株式を明治ホールディングスから取得し子会社化[1]。
- 2017年 - 株式会社シュクレイが株式会社フランセを吸収合併。

## グループ企業
- 寿製菓
  - お菓子の壽城
- ケイシイシイ
  - ルタオ
- 純藍
- ひだ寿庵
- 東海寿
- 三重寿庵
- 寿庵
- 寿香寿庵
- 但馬寿
- せとうち寿
- 寿堂
- ケーエスケー
- 花福堂
- 九十九島グループ
  - 赤い風船
- 南寿製菓
- シュクレイ

東京ミルクチーズ工場
ザ・メープルマニア
築地ちとせ
コートクール
バターバトラー
ザ・マスター
GENDY
ミルフィユメゾン フランセ
フランセ
キャラメルゴーストハウス
ザ・テイラー
ネコシェフ
ココリス
ドレ
フィオラッテ
ドローリー
京都珈琲菓子モカボン
ザ・ドロス